# Питермарицбург
Питермарицбург (африк. Pietermaritzburg, зулу umGungundlovu) — город в Южно-Африканской Республике, центр провинции Квазулу-Натал и её второй по населению город (по переписи 1991 года его население составляло 228 549 человек, сейчас, по оценкам, от 350 до 500 тысяч человек). Площадь города — 649 км².
В городе расположен один из кампусов Университета Квазулу-Натал, основанного в 1910 году (до 2004 года назывался Университет Наталя).
Ратуша города интересна тем, что является крупнейшим в южном полушарии зданием, построенным только из кирпича.

## История

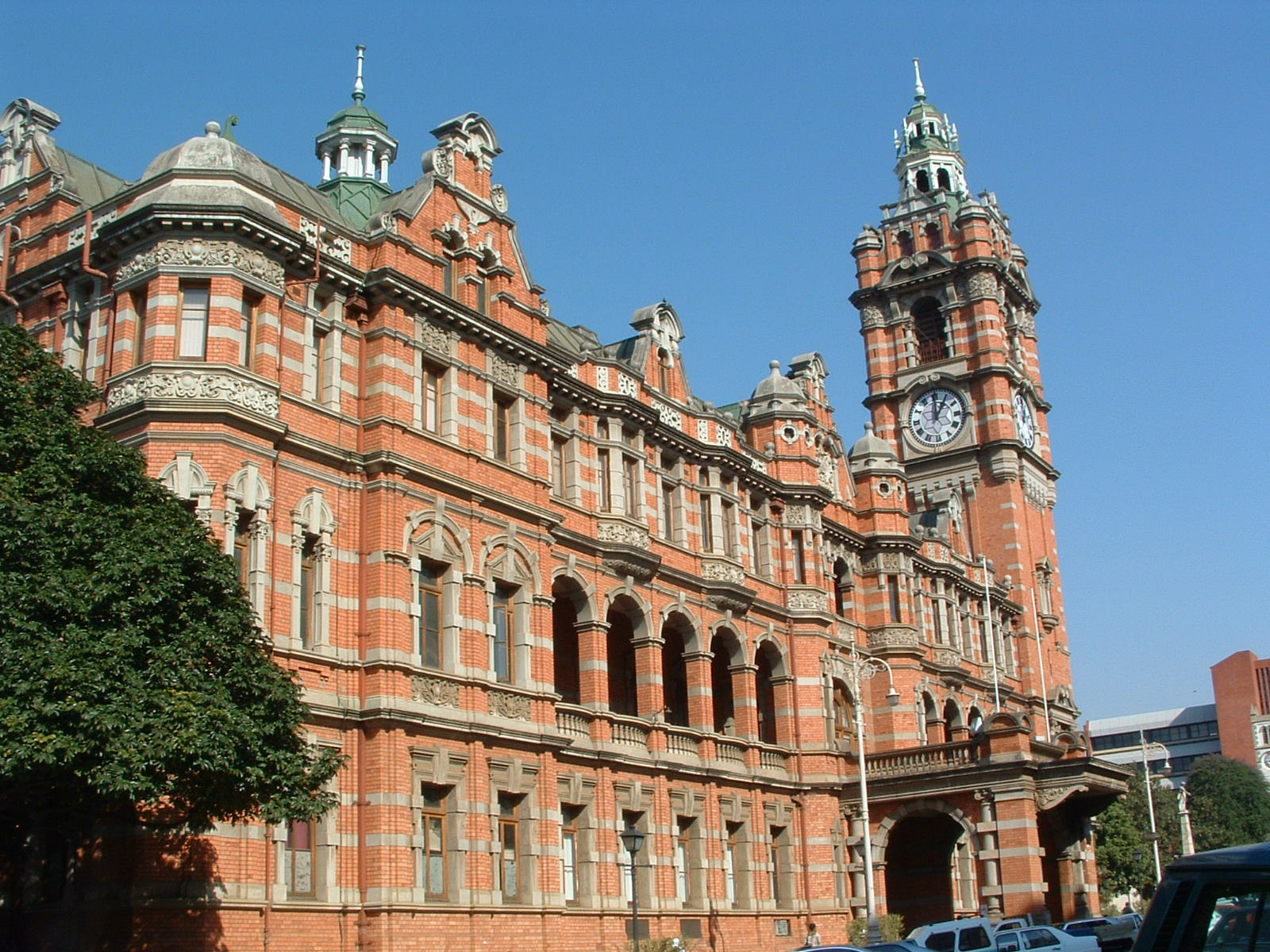
Ратуша Питермарицбурга, построенная в 1893, уничтоженная во время пожара в 1895 и восстановленная в 1901

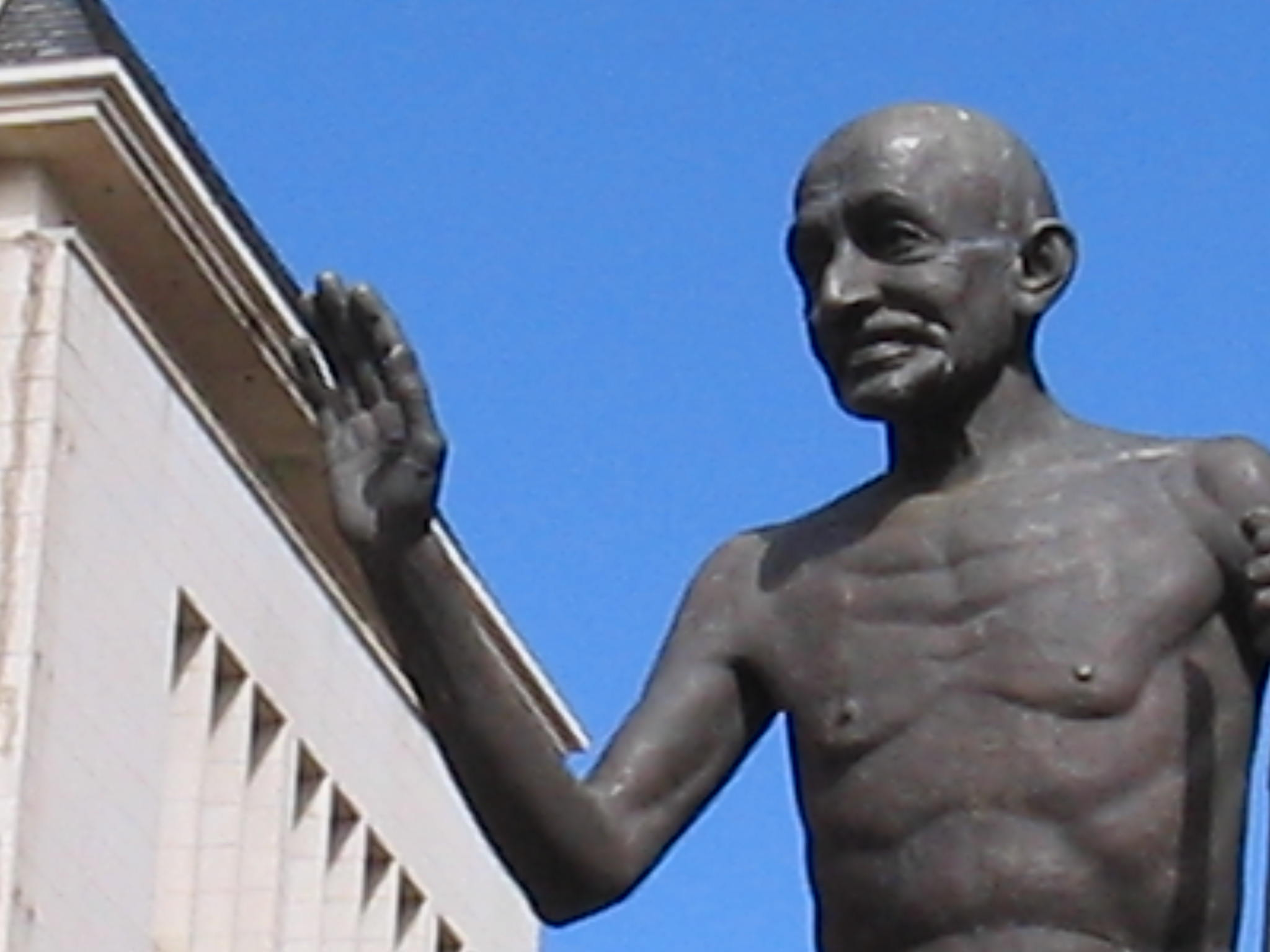
Памятник Ганди

Основан бурскими поселенцами в 1838 году, назван в честь Питера Ретифа и Герхарда Марица, лидеров буров, которые первыми пришли в эти места и были убиты зулусами. До этого место, где возник город, называлось Умгунгундлову (наиболее распространённый перевод с зулусского — «место слона»; сейчас такое название носит округ, в котором расположен Питермарицбург). Некоторое время город был столицей бурской республики Наталь, а после аннексии Наталя Великобританией в 1843 году стал центром колонии Наталь. В 1910 году, когда был образован Южно-Африканский союз, Наталь стал одной из его четырёх провинций, а Питермарицбург остался столицей Наталя. В 1994 году, после слияния провинции с бантустаном КваЗулу, город стал центром провинции КваЗулу-Наталь.
Город известен тем, что в молодости его посетил Махатма Ганди; в Питермарицбурге его заставили покинуть поезд, так как он отказался переходить из вагона первого класса в вагон третьего класса из-за того, что одному европейцу не нашлось сидячего места в первом классе (даже несмотря на то, что Ганди приобрёл билет первого класса). Этот инцидент стал одной из причин, побудивших Ганди начать борьбу против дискриминации выходцев из Индии в Южной Африке. Сейчас в центре города установлен памятник Ганди.

## Население
По сведениям на 2011 год первым языком для 57,0 % населения города является зулу, для 28,9 % — английский, для 4,2 % — африкаанс, для 3,5 % — коса, для 6,3 % — другие языки.

## Спорт
- ФК «Марицбург Юнайтед»
- ФК «Марицбург Сити»